# Dafroza Rzymianka
Dafroza Rzymianka (zm. 361–363 w Rzymie) – święta Kościoła katolickiego, męczennica.
Żona świętego męczennika Flawiusza z Montefiascone. Matka świętych męczenniczek rzymskich Bibiany i Demetrii. Żyła za panowania cesarza rzymskiego Juliana Apostaty. Wraz z całą rodziną poniosła śmierć męczeńską w czasie prześladowania chrześcijan.
Jej wspomnienie liturgiczne obchodzone jest 4 stycznia.